# بوليميديا

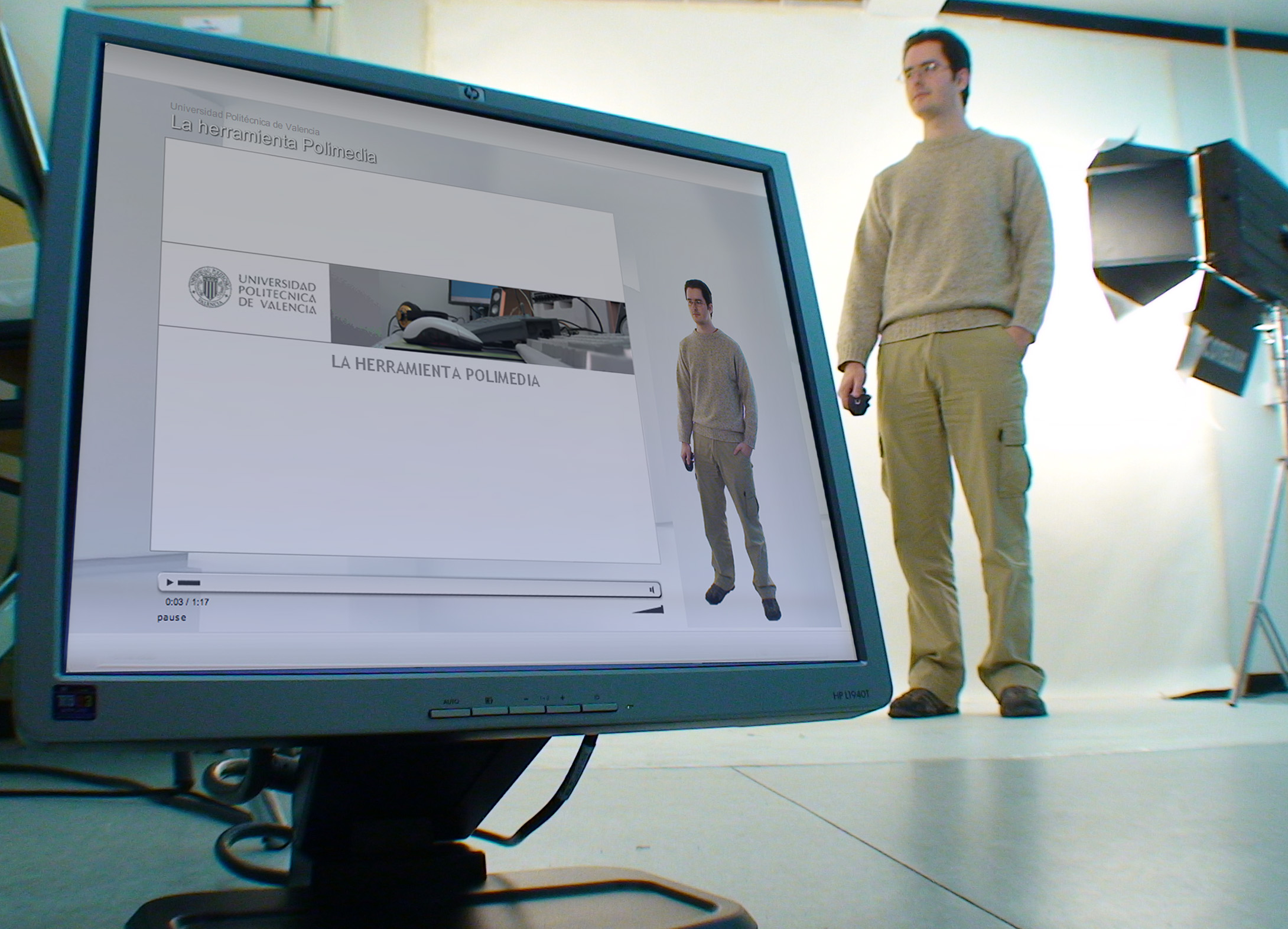
تسجيل بوليميديا

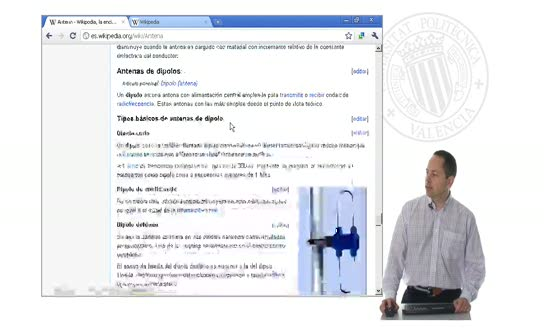
دورة بوليميديا

البوليميديا هو نظام صُمم في جامعة فالنسيا للعلوم التطبيقية المتعددة، لإنشاء محتوى تعليميٍّ من الوسائط المتعددة العالية الدقة  بطريقة رخيصة وسهلة.
ويتكون النظام من استوديو تسجيل صغير مزود بكاميرا فيديو وحاسب آلي للمبتكر وآخر لعملية التسجيل والترميز، والتي تنتج ملفات فيديو بصيغة إم بي 4 بالإضافة إلى فيديو المبتكر، والمحتوى الرقمي الموجود في الحاسب الآلي.
ويمكن استبدال لقطة شاشة حاسوب المُدرس بصورة كاميرا علوية أو مخرج شاشة تفاعلية عند الضرورة.
ويتم التحكم في النظام بواسطة فني(الذي يحتاج حدًا أدنى من التدريب) وإنشاء مقاطع فيديو دون الحاجة إلى مرحلة ما بعد الإنتاج، ولذا يكون الفيديو متاحًا دائمًا في الزمن الحقيقي تقريبًا (بالإضافة إلى تأخير وقت الترميز فقط).
ويتم تخزين مقاطع الفيديو في نظام الخادم المحلي الذي يتم التحكم فيه من خلال قاعدة بيانات بسيطة، ويمكن تصدير مقاطع الفيديو إلى موقع يوتيوب (YouTube) وآى تونز يو في أحدث الإصدارات.
ويُستخدم هذا النظام منذ عام 2007 في جامعة فالنسيا للعلوم التطبيقية المتعددة (UPV)؛ حيث تم تسجيل أكثر من 6500 فيديو، وتم تنفيذه لإنتاج المحتوى التعليمي في العديد من الجامعات الإسبانية مثل جامعة برشلونة المستقلة (UAB)، وجامعة العلوم التطبيقية المتعددة بقرطاجنة (UPTC) وجامعة لاجونا (ULL). كما تم تنفيذ هذا النظام أيضًا في العديد من المنظمات والجامعات حول العالم، بما فيها جامعة ساوباولو وجامعة هندوراس العالمية (UNITEC).
وقد فاز هذا النظام بإحدى جوائز المنتدى الدولي للمحتوى الرقمي (FICOD) في عام 2009  لاستخدامه المحتوى الرقمي لتحسين خدمات المواطنين.